# (5726) Rubin
(5726) Rubin (voorlopige aanduiding 1988 BN2) is een planetoïde in de binnenste planetoïdengordel, die op 24 januari 1987 werd ontdekt door Carolyn Shoemaker in het Palomar-observatorium. De planetoïde werd in 1997 vernoemd naar de Amerikaanse astronome Vera Rubin.
(5726) Rubin is een planetoïde van ongeveer 5 km diameter.

## Baan om de Zon
De planetoïde beschrijft een baan om de Zon die gekenmerkt wordt door een perihelium van 1,978 AE en een aphelium van 2,720 AE. De planetoïde heeft een periode van 3,60 jaar (of 1315,06 dagen).